# باچ-کیش‌کون
باچ-کیش‌کون (به مجاری:  Bács-Kiskun megye) یکی از استان‌های مجارستان در دشت بزرگ جنوبی با مساحت ۸٬۴۴۴٫۸۱ کیلومترمربع است. بر اساس سرشماری سال ۲۰۱۸، جمعیت آن برابر با ۵۰۵٬۶۰۲ نفر است.

## نگارخانه

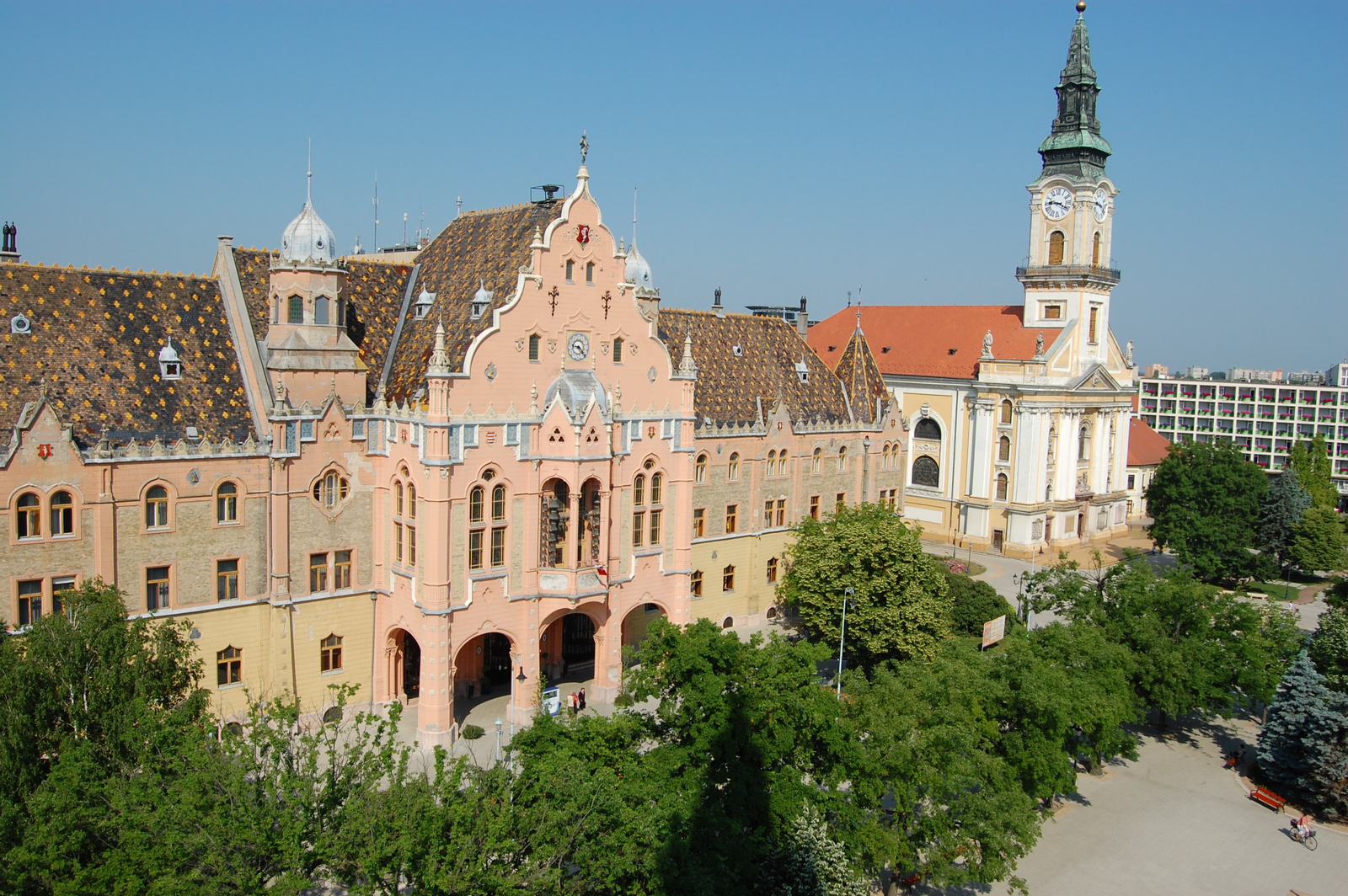
شورای شهر کچکمت
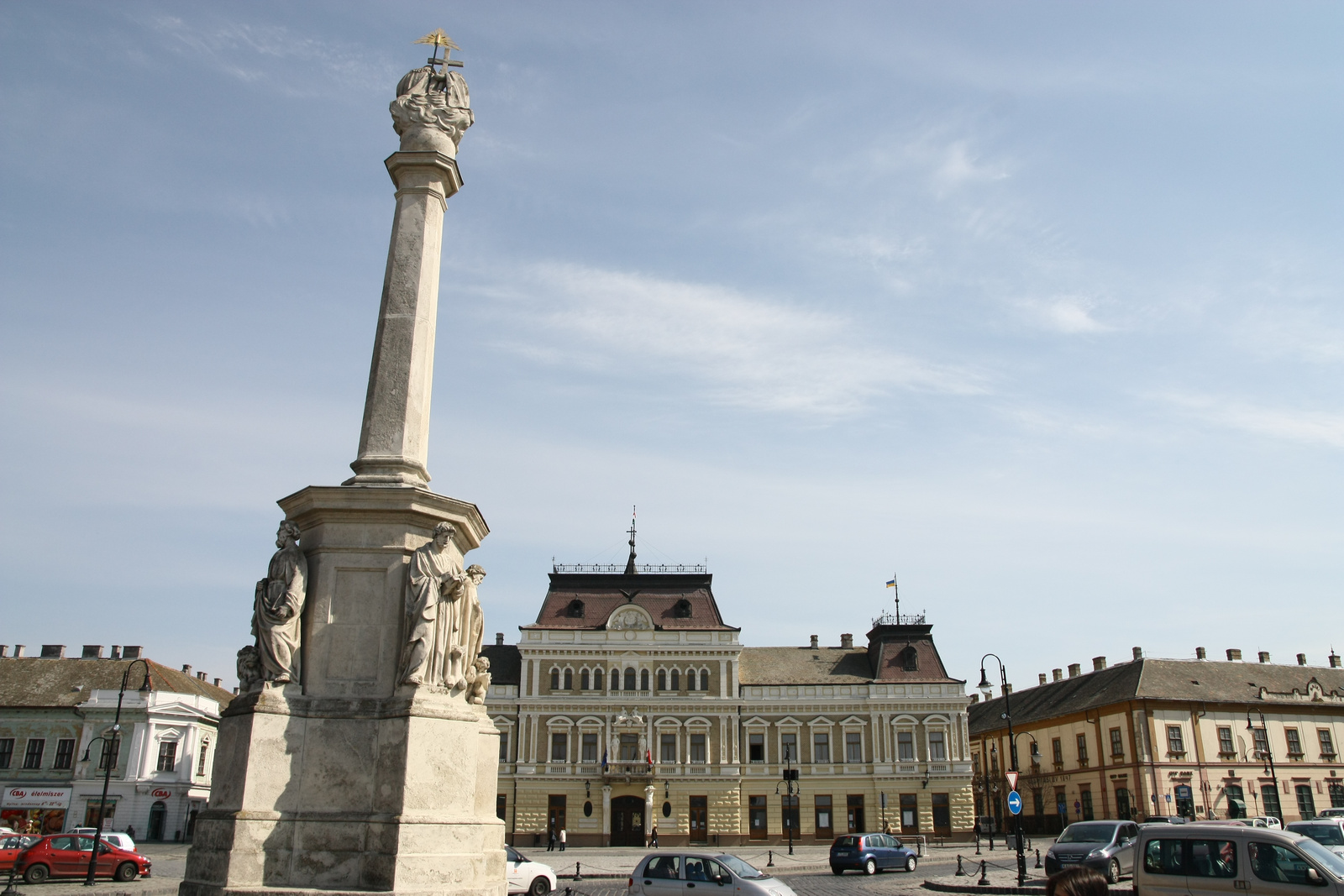
میدان تثلیث (Szentháromság tér) در بایا
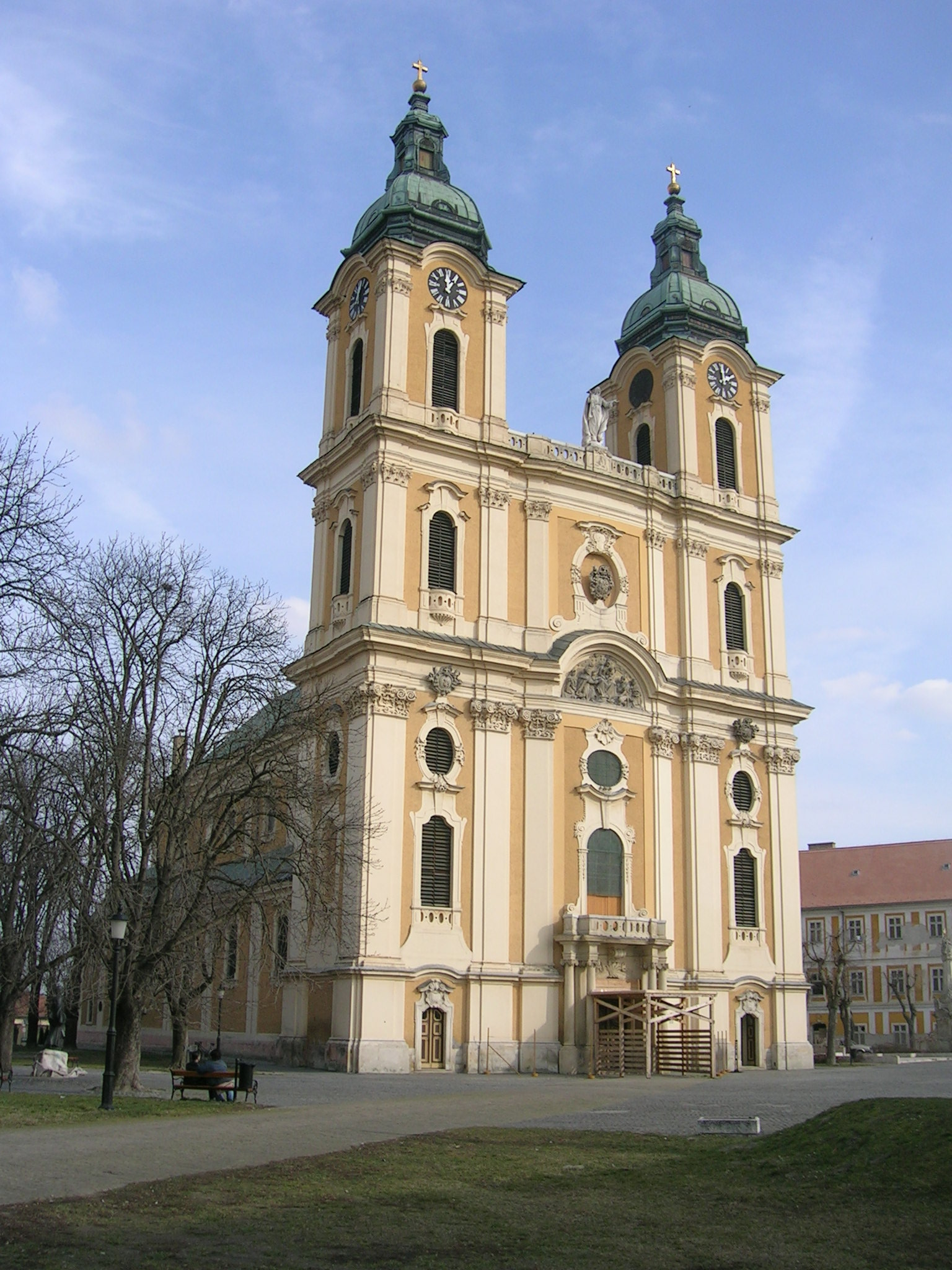
کلیسای جامع کالوچا
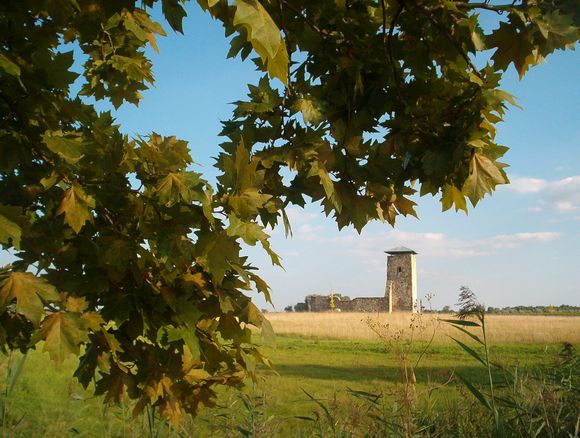
بقایای کلیسایی در روستای شُلت‌سِنت‌ایمره
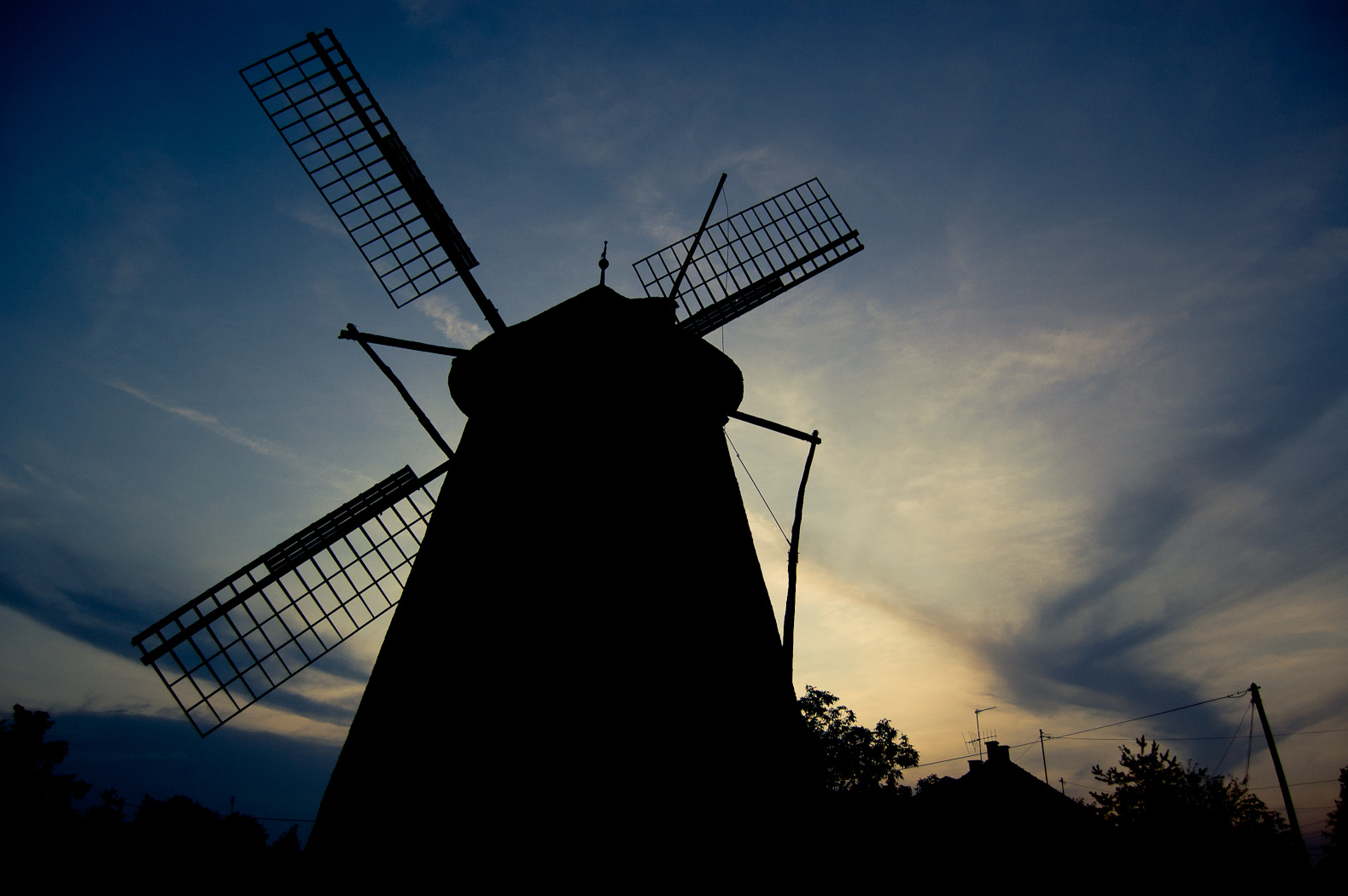
کیش‌کون‌هالاش